# Limenarca
En la antigüedad, se llamaba limenarca o limenofilax al inspector o comandante de los puertos, como indica su nombre griego, establecido para vigilar o impedir que los piratas entrasen en ellos o se sacasen provisiones para el enemigo. 
Entre los romanos en tiempo de los emperadores, con el nombre de limenarcus se entendían también los soldados encargados de la policía de los caminos militares. Fueron establecidos por Augusto para impedir que los soldados licenciados después de las guerras civiles incomodasen a los que viajaban por Italia. Tiberio aumentó después todavía el número de los limenarcas. 